# خوابیده‌ها
خوابیده‌ها یا خواب (به فرانسوی: Le Sommeil) عنوان یک تابلوی نقاشی رنگ و روغن روی بوم اثر هنرمند مشهور فرانسوی گوستاو کوربه است که در سال ۱۸۶۶ ترسیم شده‌است. این نقاشی لزبینیسم یا دفع شهوت یک زن با زن دیگر را نشان می‌دهد. این تابلوی نقاشی مانند تعدادی از دیگر آثار این هنرمند نظیر سرمنشأ جهان، تا سال ۱۹۸۸ میلادی، تحت هیچ شرایطی مجاز به نمایش عمومی نبود.
این اثر گوستاو کوربه، دارای ویژگی‌هایی همانند تعدادی دیگر از آثار او، همچون تابلوی معروف سرمنشاء جهان می‌باشد. کوربه این تابلو را نیز همچون تابلوی سرمنشاء جهان در اصل به سفارش یک دیپلمات ترک به نام خلیل بیگ خلق کرده بود.